# Alessandro Troncon

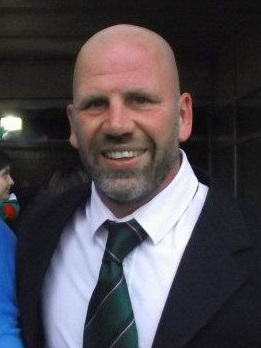
O ex-jogador de rugby italiano Alessandro Troncon em 2011.

Alessandro Troncon (Treviso, 6 de Setembro de 1973) é um ex-jogador italiano de rugby union que atuava na posição de scrum-half.
Troncon jogou pela Itália 101 vezes, de 1994 a 2007, marcando um total de 95 pontos. Jogou nos Campeonatos do Mundo de Rugby de 1995, 1999, 2003 (onde foi capitão dos Azzurri) e 2007. Foi o primeiro jogador da Itália a atingir os 100 jogos, o que aconteceu no Mundial de 2007, na vitória de 31-5 sobre Portugal. Abandonou a competição logo em seguida. Em 2008, passou a ser treinador-adjunto do Seleccionador Italiano, o sul-africano Nick Mallett.
Troncon é o italiano que mais jogou nos mundiais de rugby; foram 14 partidas ao todo.